# Гумбольдт (Саскачеван)
Гумбольдт — город в канадской провинции Саскачеван. Был основан в 1875 году и получил свое название в честь немецкого исследователя барона Александра фон Гумбольдта. 1 апреля 1907 года Гумбольдт получил статус городского муниципалитета (town), а 7 ноября 2000 года — полноценного города (city).
Занимает площадь 11,66 квадратного километра. Население составляет 5869 человек согласно оценке 2016 года.